# Bain Bœuf
Le Bain Bœuf est un ancien couloir de contention de l'île de La Réunion, département et région d'outre-mer français dans le sud-ouest de l'océan Indien.

## Historique
Situé à L'Éperon, sur le territoire de la commune de Saint-Paul, l'édifice est inscrit au titre des monuments historiques depuis le 17 décembre 2015. Du fait de son époque de construction, il bénéficie également du label « Patrimoine du XXe siècle ».
Il a été bâti près de l'usine sucrière de l'Éperon, pour le lavage des bœufs qui étaient utilisés pour le transport de la canne à sucre.